# VM i fodbold 2018 gruppe F
VM i fodbold 2018 gruppe F er en af otte indledende grupper ved VM i fodbold 2018. Kampene spilles fra 17. til 27. juni 2018. Gruppen består af Tyskland, Mexico, Sverige og Sydkorea. De øverst placerede hold vil gå videre til ottendedelsfinalerne. 

## Stilling
| Pos | Hold         | K | V | U | T | M+ | M- | MF | P | Kvalifikation              |
| --- | ------------ | - | - | - | - | -- | -- | -- | - | -------------------------- |
| 1   | Sverige (A)  | 3 | 2 | 0 | 1 | 5  | 2  | +3 | 6 | Gik videre til slutspillet |
| 2   | Mexico (A)   | 3 | 2 | 0 | 1 | 3  | 4  | −1 | 6 | Gik videre til slutspillet |
| 3   | Sydkorea (E) | 3 | 1 | 0 | 2 | 3  | 3  | 0  | 3 |                            |
| 4   | Tyskland (E) | 3 | 1 | 0 | 2 | 2  | 4  | −2 | 3 |                            |

I ottendedelsfinalerne:
- Vinderen af gruppe F vil gå videre til at spille mod toeren i gruppe E.
- Toeren i gruppe F vil gå videre til at spille mod vinderen af gruppe E.

Alle angivne spilletidspunkter er angivet i Centraleuropæisk/dansk tid .

### Tyskland vs Mexico
| 17. juni 2018 18:00 MSK (UTC+3) |

| Tyskland | 0 – 1   | Mexico         |
| -------- | ------- | -------------- |
|          | Rapport | - Lozano 35' · |

| Luzjniki Stadion, Moskva Tilskuere: 78.011 Dommer: Alireza Faghani (Iran) |

| Tyskland | Mexico |

| GK             | 1  | Manuel Neuer (a)    |     |     |
| RB             | 18 | Joshua Kimmich      |     |     |
| CB             | 17 | Jérôme Boateng      |     |     |
| CB             | 5  | Mats Hummels        | 84' |     |
| LB             | 2  | Marvin Plattenhardt |     | 79' |
| CM             | 8  | Toni Kroos          |     |     |
| CM             | 6  | Sami Khedira        |     | 60' |
| RW             | 13 | Thomas Müller       | 83' |     |
| AM             | 10 | Mesut Özil          |     |     |
| LW             | 7  | Julian Draxler      |     |     |
| CF             | 9  | Timo Werner         |     | 86' |
| Udskiftninger: |    |                     |     |     |
| FW             | 11 | Marco Reus          |     | 60' |
| FW             | 23 | Mario Gómez         |     | 79' |
| MF             | 20 | Julian Brandt       |     | 86' |
| Træner:        |    |                     |     |     |
| Joachim Löw    |    |                     |     |     |

| GK                 | 13 | Guillermo Ochoa           |     |     |
| RB                 | 3  | Carlos Salcedo            |     |     |
| CB                 | 2  | Hugo Ayala                |     |     |
| CB                 | 15 | Héctor Moreno             | 40' |     |
| LB                 | 23 | Jesús Gallardo            |     |     |
| CM                 | 16 | Héctor Herrera            | 90' |     |
| CM                 | 18 | Andrés Guardado (a)       |     | 74' |
| RW                 | 7  | Miguel Layún              |     |     |
| AM                 | 11 | Carlos Vela               |     | 58' |
| LW                 | 22 | Hirving Lozano            |     | 66' |
| CF                 | 14 | Javier Hernández Balcázar |     |     |
| Udskiftninger:     |    |                           |     |     |
| DF                 | 21 | Edson Álvarez             |     | 58' |
| FW                 | 9  | Raúl Jiménez              |     | 66' |
| DF                 | 4  | Rafael Márquez            |     | 74' |
| Træner:            |    |                           |     |     |
| Juan Carlos Osorio |    |                           |     |     |

| Kampens spiller: Hirving Lozano (Mexico) Linjedommere: Reza Sokhandan (Iran) Mohammadreza Mansouri (Iran) Fjerdedommer: Mohammed Abdulla Hassan Mohamed (Forenede Arabiske Emirater) Femtedommer: Mohamed Al Hammadi (Forenede Arabiske Emirater) Videodommer: Massimiliano Irrati (Italien) Videodommerassistent: Wilton Sampaio (Brasilien) Carlos Astroza (Chile) Mark Geiger (USA) |

### Sverige vs Sydkorea
| 18. juni 2018 15:00 MSK (UTC+3) |

| Sverige                | 1 – 0   | Sydkorea |
| ---------------------- | ------- | -------- |
| - Granqvist 65' (str.) | Rapport |          |

| Nisjnij Novgorod Stadion, Nisjnij Novgorod Tilskuere: 42.300 Dommer: Joel Aguilar (El Salvador) |

| Sverige | South Korea |

| GK              | 1  | Robin Olsen           |     |     |
| RB              | 6  | Ludwig Augustinsson   |     |     |
| CB              | 4  | Andreas Granqvist (A) |     |     |
| CB              | 18 | Pontus Jansson        |     |     |
| LB              | 2  | Mikael Lustig         |     |     |
| RM              | 17 | Viktor Claesson       | 61' |     |
| CM              | 7  | Sebastian Larsson     |     | 81' |
| CM              | 8  | Albin Ekdal           |     | 71' |
| LM              | 10 | Emil Forsberg         |     |     |
| CF              | 9  | Marcus Berg           |     |     |
| CF              | 20 | Ola Toivonen          |     | 77' |
| Udskiftninger:  |    |                       |     |     |
| MF              | 15 | Oscar Hiljemark       |     | 71' |
| FW              | 22 | Isaac Kiese Thelin    |     | 77' |
| MF              | 13 | Gustav Svensson       |     | 81' |
| Træner:         |    |                       |     |     |
| Janne Andersson |    |                       |     |     |

| GK             | 23 | Cho Hyun-woo      |     |     |
| RB             | 2  | Lee Yong          |     |     |
| CB             | 20 | Jang Hyun-soo     |     |     |
| CB             | 19 | Kim Young-gwon    |     |     |
| LB             | 6  | Park Joo-ho       |     | 28' |
| CM             | 17 | Lee Jae-sung      |     |     |
| CM             | 16 | Ki Sung-yueng (A) |     |     |
| CM             | 13 | Koo Ja-Cheol      |     | 73' |
| RF             | 11 | Hwang Hee-chan    | 55' |     |
| CF             | 9  | Kim Shin-wook     | 13' | 66' |
| LF             | 7  | Son Heung-min     |     |     |
| Udskiftninger: |    |                   |     |     |
| DF             | 12 | Kim Min-woo       |     | 28' |
| MF             | 15 | Jung Woo-young    |     | 66' |
| MF             | 10 | Lee Seung-woo     |     | 73' |
| Træner:        |    |                   |     |     |
| Shin Tae-yong  |    |                   |     |     |

| Linjedommere: Juan Zumba (El Salvador) Juan Carlos Mora (Costa Rica) Fjerdedommer: Norbert Hauata (Tahiti) Femtedommer: Bertrand Brial (New Caledonia) Videodommer: Mauro Vigliano (Argentina) Videodommerassistent: Abdulrahman Al-Jassim (Qatar) Taleb Al Maari (Qatar) Daniele Orsato (Italien) |

### Sydkorea vs Mexico
| 23. juni 2018 18:00 MSK (UTC+3) |

| Sydkorea              | 1 – 2   | Mexico                              |
| --------------------- | ------- | ----------------------------------- |
| - Son Heung-min 90+3' | Rapport | - Vela 26' (str.) - Hernández 66' · |

| Rostov Arena, Rostov ved Don Tilskuere: 43.472 Dommer: Milorad Mažić (Serbien) |

| Sydkorea | Mexico |

| GK             | 23 | Cho Hyun-woo      |     |     |
| RB             | 2  | Lee Yong          | 63' |     |
| CB             | 20 | Jang Hyun-soo     |     |     |
| CB             | 19 | Kim Young-gwon    | 58' |     |
| LB             | 12 | Kim Min-woo       |     | 84' |
| RM             | 18 | Moon Seon-min     |     | 77' |
| CM             | 8  | Ju Se-jong        |     | 64' |
| CM             | 16 | Ki Sung-yueng (A) |     |     |
| LM             | 11 | Hwang Hee-chan    |     |     |
| CF             | 17 | Lee Jae-sung      |     |     |
| CF             | 7  | Son Heung-min     |     |     |
| Udskiftninger: |    |                   |     |     |
| MF             | 10 | Lee Seung-woo     | 72' | 64' |
| MF             | 15 | Jung Woo-young    | 80' | 77' |
| DF             | 14 | Hong Chul         |     | 84' |
| Træner:        |    |                   |     |     |
| Shin Tae-yong  |    |                   |     |     |

| GK                 | 13 | Guillermo Ochoa           |  |     |
| RB                 | 21 | Edson Álvarez             |  |     |
| CB                 | 3  | Carlos Salcedo            |  |     |
| CB                 | 15 | Héctor Moreno             |  |     |
| LB                 | 23 | Jesús Gallardo            |  |     |
| CM                 | 7  | Miguel Layún              |  |     |
| CM                 | 16 | Héctor Herrera            |  |     |
| CM                 | 18 | Andrés Guardado (A)       |  | 68' |
| RF                 | 11 | Carlos Vela               |  | 77' |
| CF                 | 14 | Javier Hernández Balcázar |  |     |
| LF                 | 22 | Hirving Lozano            |  | 71' |
| Udskiftninger:     |    |                           |  |     |
| DF                 | 4  | Rafael Márquez            |  | 68' |
| MF                 | 17 | Jesús Manuel Corona       |  | 71' |
| MF                 | 10 | Giovani dos Santos        |  | 77' |
| Træner:            |    |                           |  |     |
| Juan Carlos Osorio |    |                           |  |     |

| Linjedommere: Milovan Ristić (Serbien) Dalibor Đurđević (Serbien) Fjerdedommer: John Pitti (Panama) Femtedommer: Gabriel Victoria (Panama) Videodommer: Daniele Orsato (Italien) Videodommerassistant: Artur Soares Dias (Portugal) Carlos Astroza (Chile) Tiago Martins (Portugal) |

### Tyskland vs Sverige
| 23. juni 2018 21:00 MSK (UTC+3) |

| Tyskland                 | 2 – 1   | Sverige          |
| ------------------------ | ------- | ---------------- |
| - Reus 48' - Kroos 90+5' | Rapport | - Toivonen 32' · |

| Fisjt olympiske stadion, Sotji Tilskuere: 44.287 Dommer: Szymon Marciniak (Polen) |

| Tyskland | Sverige |

| GK             | 1  | Manuel Neuer (A) |          |     |
| RB             | 18 | Joshua Kimmich   |          |     |
| CB             | 16 | Antonio Rüdiger  |          |     |
| CB             | 17 | Jérôme Boateng   | 71', 82' |     |
| LB             | 3  | Jonas Hector     |          | 87' |
| CM             | 19 | Sebastian Rudy   |          | 31' |
| CM             | 8  | Toni Kroos       |          |     |
| RW             | 13 | Thomas Müller    |          |     |
| AM             | 7  | Julian Draxler   |          | 46' |
| LW             | 11 | Marco Reus       |          |     |
| CF             | 9  | Timo Werner      |          |     |
| Udskiftninger: |    |                  |          |     |
| MF             | 21 | İlkay Gündoğan   |          | 31' |
| FW             | 23 | Mario Gómez      |          | 46' |
| MF             | 20 | Julian Brandt    |          | 87' |
| Træner:        |    |                  |          |     |
| Joachim Löw    |    |                  |          |     |

| GK              | 1  | Robin Olsen           |       |     |
| RB              | 2  | Mikael Lustig         |       |     |
| CB              | 3  | Victor Lindelöf       |       |     |
| CB              | 4  | Andreas Granqvist (A) |       |     |
| LB              | 6  | Ludwig Augustinsson   |       |     |
| RM              | 17 | Viktor Claesson       |       | 74' |
| CM              | 7  | Sebastian Larsson     | 90+7' |     |
| CM              | 8  | Albin Ekdal           | 52'   |     |
| LM              | 10 | Emil Forsberg         |       |     |
| CF              | 9  | Marcus Berg           |       | 90' |
| CF              | 20 | Ola Toivonen          |       | 78' |
| Udskiftninger:  |    |                       |       |     |
| MF              | 21 | Jimmy Durmaz          |       | 74' |
| FW              | 11 | John Guidetti         |       | 78' |
| FW              | 22 | Isaac Kiese Thelin    |       | 90' |
| Træner:         |    |                       |       |     |
| Janne Andersson |    |                       |       |     |

| Linjedommere: Paweł Sokolnicki (Polen) Tomasz Listkiewicz (Polen) Fjerdedommer: Ryuji Sato (Japan) Femtedommer: Toru Sagara (Japan) Videodommer: Clément Turpin (Frankrig) Videodommerassistant: Paweł Gil (Polen) Cyril Gringore (Frankrig) Paolo Valeri (Italien) |

### Sydkorea vs Tyskland
| 27. juni 2018 17:00 MSK (UTC+3) |

| Sydkorea                                     | 2 – 0   | Tyskland |
| -------------------------------------------- | ------- | -------- |
| - Kim Young-gwon 90+3' - Son Heung-min 90+6' | Rapport |          |

| Kasan Arena, Kasan Tilskuere: 41.385 Dommer: Mark Geiger (USA) |

| Sydkorea | Tyskland |

| GK             | 23 | Cho Hyun-woo      |     |     |     |
| RB             | 2  | Lee Yong          |     |     |     |
| CB             | 5  | Yun Young-sun     |     |     |     |
| CB             | 19 | Kim Young-gwon    |     |     |     |
| LB             | 14 | Hong Chul         |     |     |     |
| RM             | 17 | Lee Jae-sung      | 23' |     |     |
| CM             | 15 | Jung Woo-young    | 9'  |     |     |
| CM             | 20 | Jang Hyun-soo     |     |     |     |
| LM             | 18 | Moon Seon-min     | 48' | 69' |     |
| CF             | 13 | Koo Ja-Cheol      |     | 56' |     |
| CF             | 7  | Son Heung-min (A) | 65' |     |     |
| Udskiftninger: |    |                   |     |     |     |
| FW             | 11 | Hwang Hee-chan    |     | 56' | 79' |
| MF             | 8  | Ju Se-jong        |     | 69' |     |
| DF             | 22 | Go Yo-han         |     | 79' |     |
| Træner:        |    |                   |     |     |     |
| Shin Tae-yong  |    |                   |     |     |     |

| GK             | 1  | Manuel Neuer (A) |  |     |
| RB             | 18 | Joshua Kimmich   |  |     |
| CB             | 5  | Mats Hummels     |  |     |
| CB             | 15 | Niklas Süle      |  |     |
| LB             | 3  | Jonas Hector     |  | 78' |
| CM             | 6  | Sami Khedira     |  | 56' |
| CM             | 8  | Toni Kroos       |  |     |
| RW             | 14 | Leon Goretzka    |  | 63' |
| AM             | 10 | Mesut Özil       |  |     |
| LW             | 11 | Marco Reus       |  |     |
| CF             | 9  | Timo Werner      |  |     |
| Udskiftninger: |    |                  |  |     |
| FW             | 23 | Mario Gómez      |  | 58' |
| FW             | 13 | Thomas Müller    |  | 63' |
| MF             | 20 | Julian Brandt    |  | 78' |
| Træner:        |    |                  |  |     |
| Joachim Löw    |    |                  |  |     |

| Kampens spiller: Cho Hyun-woo (Sydkorea) Linjedommere: Joe Fletcher (Canada) Frank Anderson (USA) Fjerdedommer: Julio Bascuñán (Chile) Femtedommer: Christian Schiemann (Chile) Videodommer: Danny Makkelie (Holland) Videodommerassistant: Tiago Martins (Portugal) Corey Rockwell (USA) Artur Soares Dias (Portugal) |

### Mexico vs Sverige
| 27. juni 2018 19:00 YEKT (UTC+5) |

| Mexico | 0 – 3   | Sverige                                                         |
| ------ | ------- | --------------------------------------------------------------- |
|        | Rapport | - Augustinsson 50' - Granqvist 61' (str.) - Álvarez 74' (sm.) · |

| Central Stadion, Jekaterinburg Tilskuere: 33.061 Dommer: Néstor Pitana (Argentina) |

| Mexico | Sverige |

| GK                 | 13 | Guillermo Ochoa           |     |     |
| RB                 | 21 | Edson Álvarez             |     |     |
| CB                 | 3  | Carlos Salcedo            |     |     |
| CB                 | 15 | Héctor Moreno             | 61' |     |
| LB                 | 23 | Jesús Gallardo            | 1'  | 65' |
| CM                 | 18 | Andrés Guardado (A)       |     |     |
| CM                 | 16 | Héctor Herrera            |     |     |
| RW                 | 7  | Miguel Layún              | 86' | 89' |
| AM                 | 11 | Carlos Vela               |     |     |
| LW                 | 22 | Hirving Lozano            |     |     |
| CF                 | 14 | Javier Hernández Balcázar |     |     |
| Udskiftninger:     |    |                           |     |     |
| MF                 | 8  | Marco Fabián              |     | 65' |
| MF                 | 17 | Jesús Manuel Corona       |     | 71' |
| FW                 | 19 | Oribe Peralta             |     | 89' |
| Træner:            |    |                           |     |     |
| Juan Carlos Osorio |    |                           |     |     |

| GK              | 1  | Robin Olsen           |     |     |
| RB              | 2  | Mikael Lustig         | 88' |     |
| CB              | 3  | Victor Lindelöf       |     |     |
| CB              | 4  | Andreas Granqvist (A) |     |     |
| LB              | 6  | Ludwig Augustinsson   |     |     |
| RM              | 17 | Viktor Claesson       |     |     |
| CM              | 7  | Sebastian Larsson     | 26' | 57' |
| CM              | 8  | Albin Ekdal           |     | 80' |
| LM              | 10 | Emil Forsberg         |     |     |
| CF              | 9  | Marcus Berg           |     | 68' |
| CF              | 20 | Ola Toivonen          |     |     |
| Udskiftninger:  |    |                       |     |     |
| MF              | 13 | Gustav Svensson       |     | 57' |
| FW              | 22 | Isaac Kiese Thelin    |     | 68' |
| MF              | 15 | Oscar Hiljemark       |     | 80' |
| Træner:         |    |                       |     |     |
| Janne Andersson |    |                       |     |     |

| Linjedommere: Hernán Maidana (Argentina) Juan Pablo Bellati (Argentina) Fjerdedommer: Andrés Cunha (Uruguay) Femtedommer: Mauricio Espinosa (Uruguay) Videodommer: Mauro Vigliano (Argentina) Videodommerassistant: Gery Vargas (Bolivia) Carlos Astroza (Chile) Wilton Sampaio (Brasilien) |